# Houplin-Ancoisne
Houplin-Ancoisne is een gemeente in het Franse Noorderdepartement (Frans: département du Nord) in de regio Hauts-de-France. De gemeente telde op 1 januari 2022 3.301 inwoners en maakt deel uit van het arrondissement Rijsel. De gemeente bestaat uit het dorp Houplin en het gehucht Ancoisne. De westgrens van de gemeente wordt gevormd door de gekanaliseerde Deule.

## Geschiedenis
Op de 18de-eeuwse Cassinikaart staat het dorp aangeduid als Houplin lez Seclin, naar zijn ligging nabij het stadje Seclin. Bij de oprichting van de gemeenten op het eind van het ancien régime werd de gemeente Houplin of Houplin-lez-Seclin genoemd. In 1950 werd de naam Houplin-Ancoisne.

## Geografie
De oppervlakte van Houplin-Ancoisne bedroeg op 1 januari 2022 6,48 vierkante kilometer; de bevolkingsdichtheid was toen 509,4 inwoners per km².

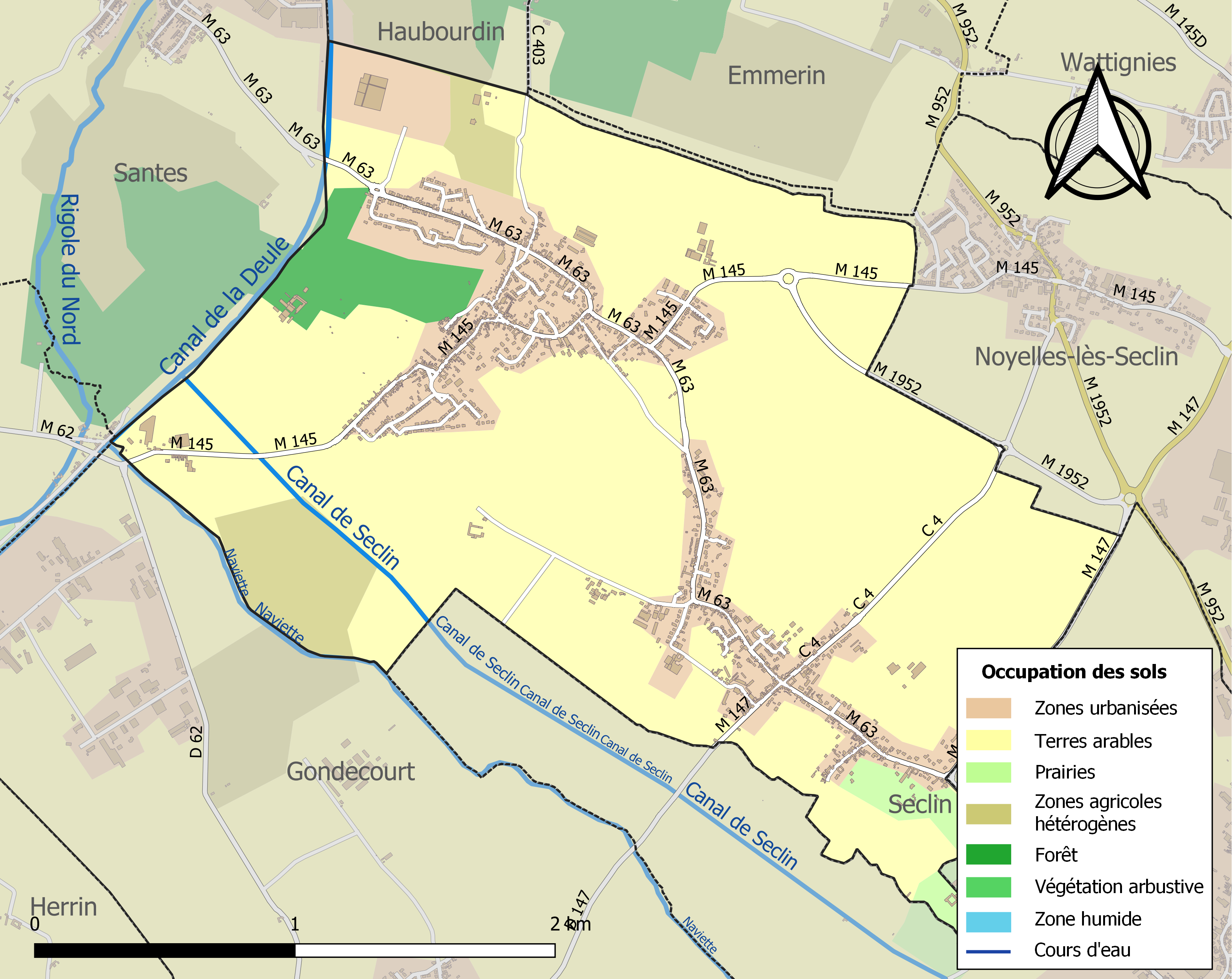
Kaart van de gemeente met belangrijkste infrastructuur, bodemgebruik en omliggende gemeenten

## Bezienswaardigheden

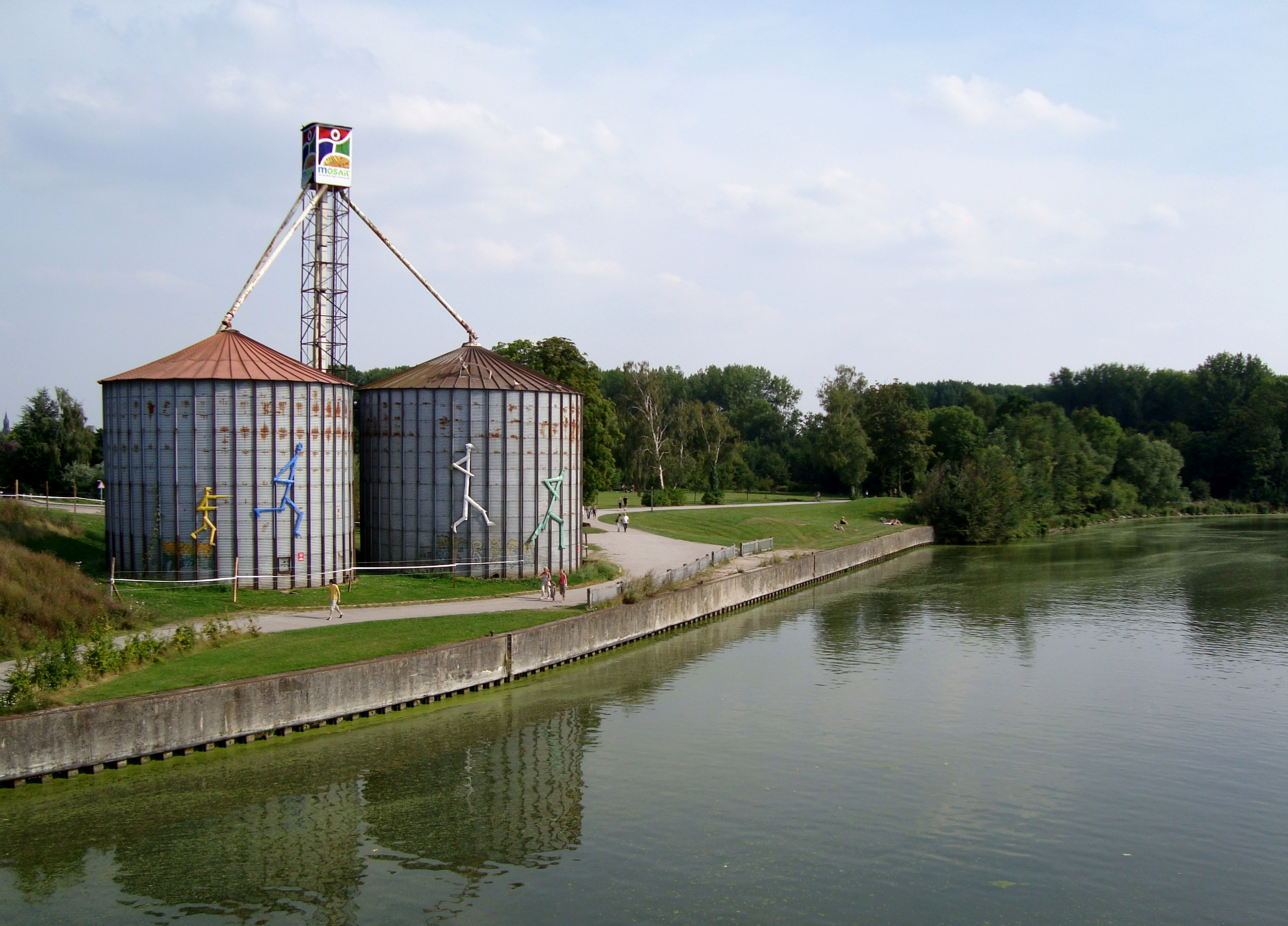
Parc Mosaïc

- De Église Saint-Martin van Houplin, in 1966 ingeschreven als monument historique.
- Het Parc Mosaïc
- Op de begraafplaats van Ancoisne bevinden zich twee Britse oorlogsgraven uit de Tweede Wereldoorlog.

## Demografie
Onderstaande figuur toont het verloop van het inwonertal (bron: INSEE-tellingen).